# Суров, Александр Илларионович
Александр Илларионович Суров (17 марта 1926 — 15 января 2020) — советский военный, полковник в отставке, почётный гражданин города Черновцы, почётный ветеран Украины.

## Биография
Родился 17 марта 1926 года в селе Исаково (ныне — в Суворовском районе, Тульская область). В 1943 году был призван в Красную Армию. В ноябре 1943 года был зачислен во взвод разведки противотанкового артиллерийского дивизиона. Воевал в составе 1-го Украинского фронта, участвовал в Житомирско-Бердичевской операции, Проскуровско-Черновицкой наступательной операции. В составе 1-й танковой армии Александр Суров в течение двух дней участвовал в боях с фашистскими войсками за Черновцы, пока 29 марта 1944 город окончательно не был освобождён. 24 апреля 1945 года на подступах к Берлину был тяжело ранен. Почти год лечился в госпиталях в Лодзи и Варшаве. Награждён орденами Красной Звезды, Отечественной войны II степени, Славы III степени, кавалер украинского ордена «За заслуги».
После демобилизации с 1948 года работал на черновицком хлопчато-прядильном объединении «Восход». После окончания исторического факультета Черновицкого государственного университета в 1961 году работал в областном обществе «Знание», управлении культуры черновицкого облисполкома, в доме политпросвещения обкома Коммунистической партии Украины. На пенсию вышел в 1982 году.
Жена — Вера Ивановна, педагог, ребёнок войны. Пара воспитала троих дочерей.
Александр Суров умер 15 января 2020 года. Похоронен на Годиловском кладбище на аллее почётных захоронений.